# Сыхун
Сыху́н (кит. упр. 泗洪, пиньинь Sìhóng) — уезд городского округа Суцянь провинции Цзянсу (КНР). Название уезда образовано из первых иероглифов названий уездов Сысянь и Хунцзэ, на стыке которых он был создан.

## История
Во времена Северной Чжоу в 579 году была создана область Сычжоу (泗州). После Синьхайской революции в Китае была проведена реформа структуры административного деления, и области были упразднены; земли, ранее напрямую подчинённые властям области Сычжоу, были в 1913 году организованы в уезд Сысянь (泗县).
Во время Второй мировой войны район озера Хунцзэху стал зоной операций сражавшихся с японцами партизанских отрядов китайских коммунистов из Новой 4-й армии, которые стали создавать собственные административные структуры; в частности, в южной части уезда Сысянь ими был создан уезд Сынань (泗南县). В июне 1947 года он был объединён с находящейся западнее озера Хунцзэху частью уезда Хунцзэ в уезд Сыхун, но уже в ноябре 1947 года уезд Сыхун был расформирован, и были восстановлены прежние административные структуры. В апреле 1949 года были расформированы уезды Сынань и Сысу, и официально создан уезд Сыхун.
Изначально уезд входил в состав Специального района Сусянь (宿县专区) провинции Аньхой. В 1955 году он был передан в состав Специального района Хуайинь (淮阴专区) провинции Цзянсу. В 1970 году Специальный район Хуайинь был переименован в Округ Хуайинь (淮阴地区). В 1983 году округ Хуайинь был преобразован в городской округ Хуайинь.
19 июля 1996 года решением Госсовета КНР из городского округа Хуайинь был выделен городской округ Суцянь, и уезд вошёл в его состав.

## Административное деление
Уезд делится на 14 посёлков и 9 волостей.

## Экономика
Уезд является крупным производителем риса. 